# Stevy Nzambe
Stévy Nzambé (sinh năm 1991) là một cầu thủ bóng đá người Gabon hiện tại thi đấu cho Real Kings. Anh thi đấu cho Đội tuyển bóng đá quốc gia Gabon. Anh từng thi đấu tại Thế vận hội Mùa hè 2012.
Anh thi đấu cho AmaZulu, Nzambe bị vỡ xương sọ khi va chạm với một cầu thủ của Real Kings, khiến anh phải điều trị hồi sức tích cực trong nhiều tháng và có nhiều di chứng cho sức khỏe.

## Sự nghiệp câu lạc bộ
- 2007–2009  USM Libreville
- 2009–2010  US Bitam
- 2010–2011  Troyes (youth và reserves)
- 2011–2012  Marseille (youth và reserves)
- 2012–2016  AS Mangasport
- 2016–2017  AmaZulu
- 2017–  Real Kings